# Ictiofauna
Em ecologia e ciências pesqueiras, chama-se ictiofauna ao conjunto das espécies de peixes que existem numa determinada região biogeográfica. Pode referir-se, por exemplo, à ictiofauna do Lago Niassa, por este constituir, por si só, uma região ou província biogeográfica.